# (541109) 2018 RM14
(541109) 2018 RM14 es un asteroide perteneciente al cinturón de asteroides descubierto el 22 de septiembre de 2003 por el equipo del Lowell Observatory Near-Earth-Object Search desde la Estación Anderson Mesa (condado de Coconino, cerca de Flagstaff, Arizona, Estados Unidos).

## Designación y nombre
Designado provisionalmente como 2018 RM14.

## Características orbitales
2018 RM14 está situado a una distancia media del Sol de 2,419 ua, pudiendo alejarse hasta 3,007 ua y acercarse hasta 1,831 ua. Su excentricidad es 0,242 y la inclinación orbital 3,985 grados. Emplea 1374,72 días en completar una órbita alrededor del Sol.

## Características físicas
La magnitud absoluta de 2018 RM14 es 18. 